# エンサイクロペディア・ジュダイカ

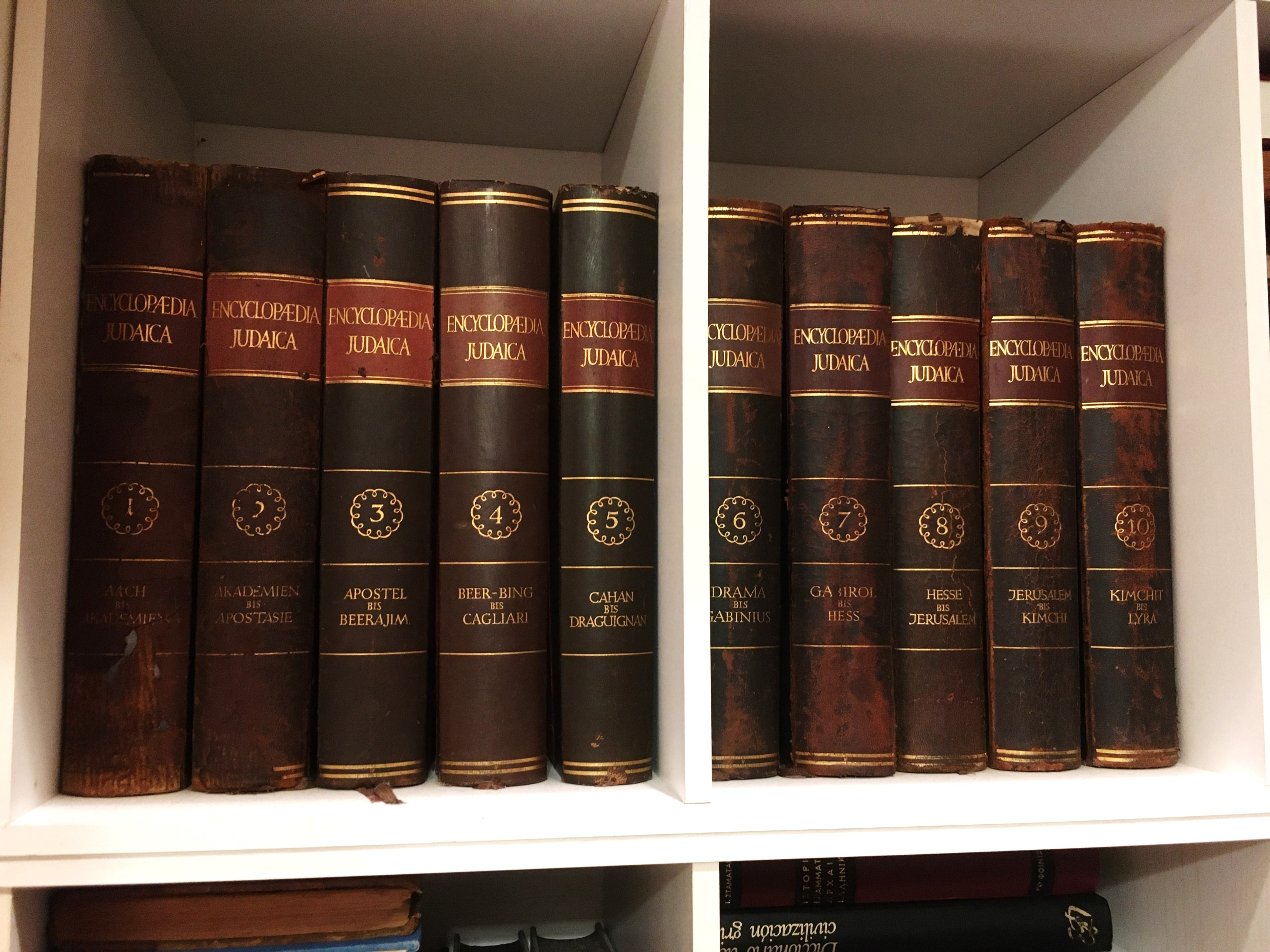
未完のドイツ語版エンサイクロペディア・ジュダイカ

エンサイクロペディア・ジュダイカ（英語: Encyclopaedia Judaica）は、ユダヤ人・ユダヤ教に関する英語の百科事典である。全26巻。ユダヤに関連する事柄を満遍なく収録しており、ユダヤの歴史・文化・休日・言語・文字・教義などを解説する。

## 歴史

### 未完のドイツ語版

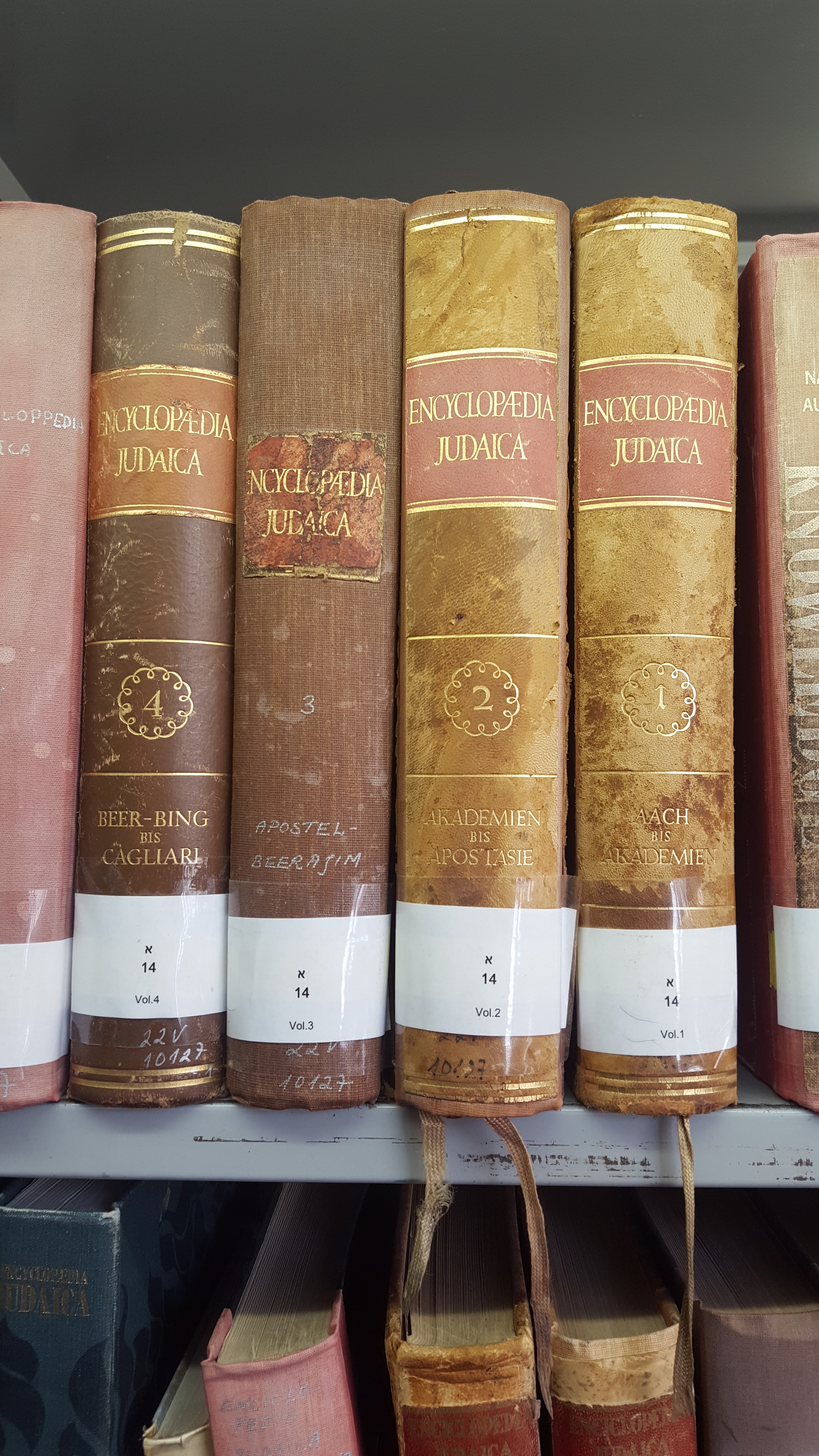
エンサイクロペディア・ジュダイカ

未完のドイツ語版『エンサイクロペディア・ジュダイカ』（Encyclopaedia Judaica）は、1928年から1934年にかけて、ベルリンでナフーム・ゴルトマンが率いるエシュコール出版協会から刊行された。編集長はヤーコプ・クラツキンおよびラビ・イスマール・エルボーゲンであった。"Lya"の項目まで刊行が進められたが、ナチスによる抑圧を受けてこのプロジェクトは中止されることとなった。
また、「エシュコール」（ヘブライ語: אשכול）という名称で、2巻分がヘブライ語で出版された。項目は"Antipas"で止まっており、こちらも未完である。

### 英語版
英語版の初版は1971年から1972年にかけて刊行され、16巻構成であった。エルサレムではケテル出版社から、ニューヨークではマクミラン出版社から刊行された。のちに、1973年から1982年の出来事を年鑑形式でまとめた増補版が1巻分出版され、さらに1983年から1992年までの分の増補版も出版された。これら全部を含めると、25,000の記事（1,500万語）が収録されている。編集者はセシル・ロスと ジョフリー・ウィゴーダーが務めた。広告では「30年におよぶ研究・調査、2,200人の執筆協力者、250人の編集者によって実現した」と謳われている。英語版エンサイクロペディア・ジュダイカの作成にあたっては、上述のドイツ語版の記事のいくつかが利用されただけでなく、ゴルトマンが手にした戦時補償金の一部も費やした。
なお、英語版エンサイクロペディア・ジュダイカはCD-ROM版も存在する。このCD-ROM版は、100,000以上のハイパーリンクや動画、スライドショーや地図、音楽やヘブライ語発音例などによって、機能が強化されている。

#### ロシア語版
前述の英語版を縮約する形で翻訳された「縮小版ロシア語版エンサイクロペディア・ジュダイカ」が、1970年代に"Краткая еврейская энциклопедия"という書名で出版された。全14巻（そのうち増補巻が3冊である）。オンラインでも利用可能。

## 評価
『エンサイクロペディア・ジュダイカ』は解説文が明解であり、信頼性や利便性が保障されている点で、アメリカ議会図書館やユダヤ図書館協会が推薦する事典である。『エンサイクロペディア・ジュダイカ』が設けたヘブライ語を英語に置き換えるためのガイドライン（指標）は、学術書や新聞などにも採用されている。